# Tankred Dorst
Tankred Dorst (* 19. Dezember 1925 in Oberlind, Landkreis Sonneberg, Thüringen; † 1. Juni 2017 in Berlin) war ein deutscher Dramatiker und Schriftsteller. Er lebte seit seiner Studentenzeit lange Zeit in München-Schwabing, wo er in den 1950er Jahren begann, für das Marionettentheater Kleines Spiel zeitkritische Stücke zu schreiben, die zum Teil heute noch aufgeführt werden. Ab den 1960er Jahren wurde er durch seine Drehbücher und als Regisseur auch international bekannt. Ab 2013 lebte er mit seiner Ehefrau Ursula Ehler-Dorst in Berlin.

## Leben
Tankred Dorst wuchs in einer wohlhabenden Oberlinder Bürgerfamilie auf, die am Ort die Maschinenfabrik vormals Georg Dorst besaß. Noch als Schüler des Sonneberger Realgymnasiums wurde er 1943 zum Reichsarbeitsdienst und 1944 zur Wehrmacht einberufen. Er trat zum 20. April 1943 der NSDAP bei (Mitgliedsnummer 9.361.619). Nach kurzer Ausbildungszeit kam er als Soldat an die Westfront und geriet dort in Kriegsgefangenschaft. Das Ende des Zweiten Weltkrieges erlebte er in Gefangenenlagern in England und den USA. Als er Ende 1947 aus der Gefangenschaft nach Westdeutschland entlassen wurde, gehörten Oberlind und Sonneberg schon seit zwei Jahren zur sowjetischen Besatzungszone. Die Maschinenfabrik war enteignet worden und die Familie vor weitergehenden Repressalien zu Verwandten nach Westdeutschland geflohen.
Tankred Dorst holte in Lüdinghausen das Abitur nach und begann 1950 an der Philosophisch-theologischen Hochschule in Bamberg mit dem Studium der Philologie und Kunstgeschichte. 1951 zog er nach München, wo er bis 1959 außerdem noch Theaterwissenschaften studierte. Praktische Erfahrungen im Stückeschreiben und in der Theaterarbeit sammelte er am studentischen Marionettenstudio Das kleine Spiel, für das er bis 1959 sechs Marionettenstücke schrieb.
Die ersten großen Theaterstücke kamen 1960 in Lübeck und Mannheim mit Erfolg auf die Bühne. Diesen Erfolg setzte er bis zuletzt in einer Vielzahl von Bühnenwerken und einigen Verfilmungen vor internationalem Publikum fort. Schon 1963 wurde er als Mitglied in die Bayerische Akademie der Schönen Künste aufgenommen. Ab 1971 war er Mitglied des PEN-Zentrums Deutschland. Während der Arbeit am Fernsehfilm Sand lernte er Ursula Ehler kennen, die ihn ab Anfang der 1970er Jahre durch sein Leben und Werk als Lebensgefährtin und Co-Autorin begleitete. Ab Mitte der 1970er Jahre gab er fast alle Veröffentlichungen mit seiner Frau gemeinsam heraus.
Auch im Ausland fand er zunehmend Beachtung. So erhielt er z. B. 1973 Gastprofessuren in Australien und Neuseeland. 1973 gründete er in München gemeinsam mit Martin Gregor-Dellin, Jürgen Kolbe, Michael Krüger, Fritz Arnold, Paul Wühr, Inge Poppe, Christoph Buggert, Günter Herburger und Peter Laemmle die erste genossenschaftlich organisierte Autorenbuchhandlung. 1978 wurde er zum Mitglied der Deutschen Akademie für Sprache und Dichtung in Darmstadt berufen und 1983 in die Akademie der Wissenschaften und der Literatur Mainz aufgenommen. 1992 war er Mitbegründer der Bonner Biennale. Danach war er auch Teil der künstlerischen Leitung dieses Theaterfestivals, das ab 2004 unter dem Namen Neue Stücke aus Europa vorwiegend am Staatstheater Wiesbaden stattfand. Im Wintersemester 2003/2004 nahm er unter dem Titel Sich im Irdischen zu üben die Frankfurter Poetikdozentur an der Goethe-Universität in Frankfurt am Main wahr.
Dorst hat bei den Richard-Wagner-Festspielen 2006 in Bayreuth Richard Wagners Ring des Nibelungen neu inszeniert. Er sprang damit für den dänischen Filmregisseur Lars von Trier ein, der die Regie 2004 zurückgegeben hatte. Der deutsche Dramatiker, der im Alter von 78 Jahren erstmals bei einer Oper Regie führte, war einer der am häufigsten gespielten Autoren der Nachkriegszeit auf deutschsprachigen Bühnen.
Einmal jährlich wird der nach Dorst benannte Tankred-Dorst-Preis der Drehbuchwerkstatt München am Filmfest München für das beste Drehbuch mit einem Preisgeld von 3.000 Euro verliehen. Dorst selbst war in der unabhängigen Jury von 1999 bis 2005 siebenmal Mitglied.
Dorst starb am 1. Juni 2017 im Alter von 91 Jahren. Sein Grab befindet sich auf dem Kirchfriedhof von St. Georg in München-Bogenhausen.

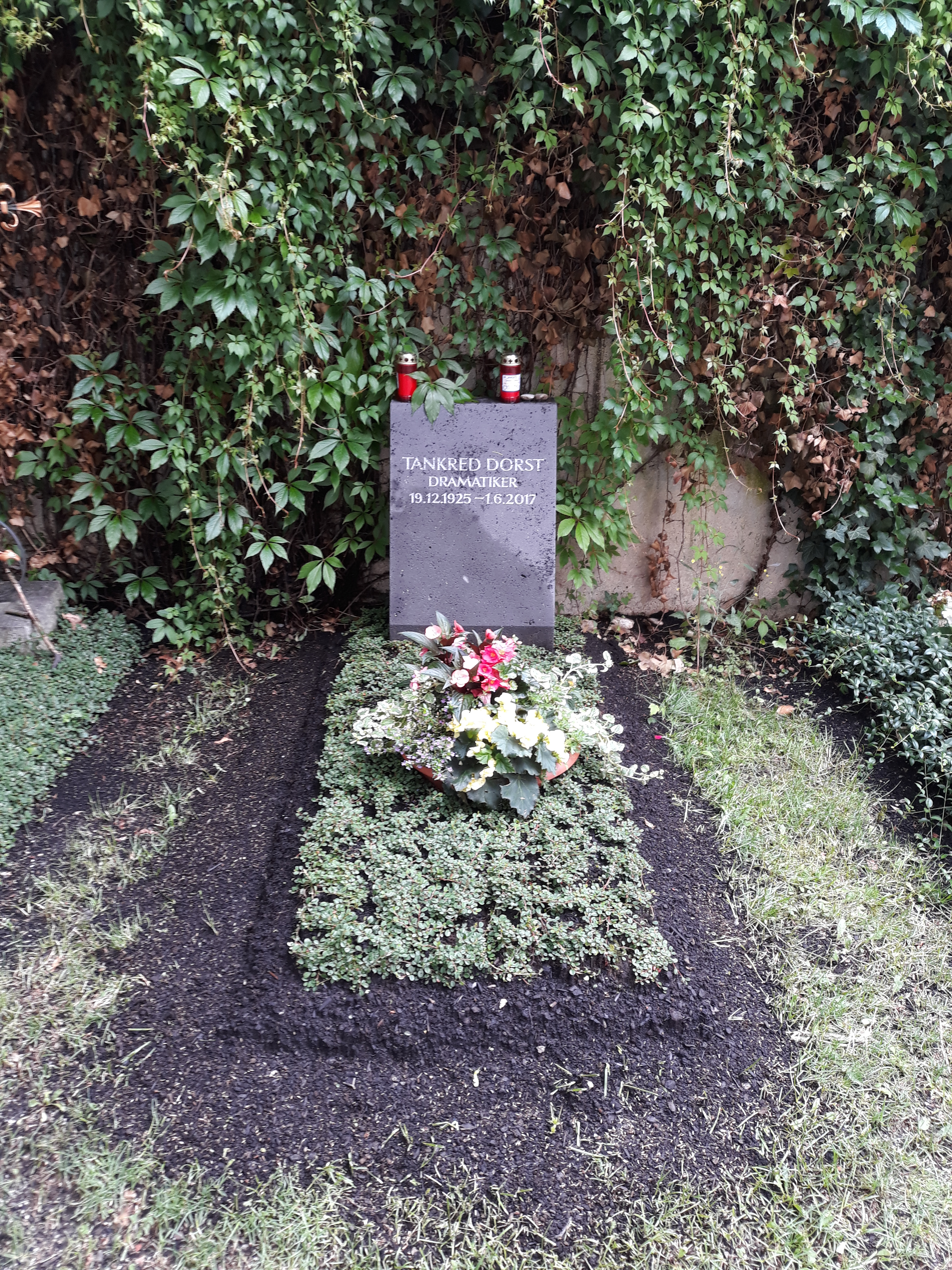
Grab Tankred Dorst, Bogenhausener Friedhof, München

## Werke

### Dramen
- 1960: Die Kurve; Uraufführung an den Bühnen der Hansestadt Lübeck, Regie: Hansjörg Utzerath
- 1960: Gesellschaft im Herbst; Uraufführung im Nationaltheater Mannheim, Regie: H. J. Klein
- 1961: Große Schmährede an der Stadtmauer; Uraufführung an den Bühnen der Hansestadt Lübeck, Regie: U. Brecht
- 1964: Die Mohrin; Uraufführung an den Städtischen Bühnen Frankfurt, Regie: G. Klingenberg
- 1968:  Toller; Uraufführung am Staatstheater Stuttgart, Regie: Peter Palitzsch
- 1973: Eiszeit; Uraufführung am Schauspielhaus Bochum, Regie: Peter Zadek
- 1975: Auf dem Chimborazo; Uraufführung am Schlossparktheater Berlin, Regie: D. Dorn / 1976 Neufassung und Erstaufführung an den Münchner Kammerspielen, Regie: H. Clemen
- 1977: Goncourt oder Die Abschaffung des Todes (zusammen mit Horst Laube); Uraufführung an den Städtischen Bühnen Frankfurt am Main, Regie: P. Palitzsch
- 1980: Die Villa; Uraufführung am Düsseldorfer Schauspielhaus/Württembergischen Staatstheater Stuttgart, Regie: Jaroslav Chundela/G. Krämer
- 1981: Merlin oder Das wüste Land; Uraufführung am Düsseldorfer Schauspielhaus, Regie: J. Chundela
- 1985: Heinrich oder die Schmerzen der Phantasie; Uraufführung am Düsseldorfer Schauspielhaus, Regie: V. Hesse
- 1986: Ich, Feuerbach; Uraufführung am Bayerischen Staatsschauspiel München, Regie: V. Hesse
- 1987: Der verbotene Garten - Fragmente über D’Annunzio; Uraufführung am Stadttheater St. Gallen, Regie: Jaroslav Gillar
- 1987: Parzival; Uraufführung am Thalia Theater Hamburg, Regie: Robert Wilson / 1990 Neufassung und Uraufführung an den Städtischen Bühnen Frankfurt am Main, Regie: A. Brill
- 1988: Der verbotene Garten; deutsche Erstaufführung an der Freien Volksbühne Berlin, Regie: H. Neuenfels
- 1988: Korbes; Uraufführung am Deutschen Schauspielhaus Hamburg, Regie: Wilfried Minks
- 1988: Grindkopf; Uraufführung an den Städtischen Bühnen Frankfurt am Main, Regie: A. Brill
- 1990: Karlos; Uraufführung an den Münchner Kammerspielen, Regie: D. Dorn
- 1990: Wie im Leben wie im Traum
- 1992: Fernando Krapp hat mir diesen Brief geschrieben; Uraufführung am Wiener Burgtheater (Akademietheater), Akademietheater, Regie: Wilfried Minks
- 1994: Herr Paul; Uraufführung am Deutschen Schauspielhaus in Hamburg, Regie: Jossi Wieler
- 1994: Nach Jerusalem; Uraufführung am Deutschen Schauspielhaus in Hamburg, Regie: M. Hartmann
- 1995: Die Schattenlinie; Uraufführung am Burgtheater Wien, Akademietheater, Regie: H. Hollmann
- 1996: Die Geschichte der Pfeile (ein Triptychon); Regie: Torsten Fischer
- 1997: Die Legende vom armen Heinrich; Uraufführung an den Münchner Kammerspielen, Regie: J.-D. Herzog
- 1997: Harrys Kopf; Uraufführung am Düsseldorfer Schauspielhaus, Regie: Wilfried Minks
- 1997: Was sollen wir tun; Uraufführung am Schauspiel Bonn/Staatsschauspiel Dresden, Regie: Antoine Uitdehaag / Tobias Wellemeyer
- 1998: Wegen Reichtum geschlossen (eine metaphysische Komödie); Uraufführung am Bayerischen Staatsschauspiel München, Regie: A. Lang
- 1999: Große Szene am Fluß; Uraufführung am Bayerischen Staatsschauspiel München, Regie: K. Emmerich
- 2001: Kupsch (Monolog); Uraufführung am Deutschen Theater Göttingen, Regie: B. von Poser
- 2002: Die Freude am Leben; Uraufführung am Schauspiel Bonn, Regie: H. Clemen
- 2002: Othoon (ein Fragment); Uraufführung am Schauspiel Frankfurt, Regie: A. Brill
- 2004: Purcells Traum von König Artus. Stück mit Musik nach Henry Purcell. Uraufführung am Hessischen Staatstheater Wiesbaden, Regie: David Mouchtar-Samorai
- 2005: Die Wüste; Uraufführung am Theater Dortmund, Regie: H. Schmidt-Rahmer
- 2007: Ich bin nur vorübergehend hier - Botschaften aus dem Niemandsland; Uraufführung am Niedersächsischen Staatstheater Hannover, Regie: J. Hölscher
- 2008: Künstler; Uraufführung am Theater Bremen, Regie: Christian Pade
- 2008: Prosperos Insel
- 2016: Das Blau in der Wand; Uraufführung 8. Juni 2016 Ruhrfestspiele, Kleines Theater, Recklinghausen[9]

### Marionettentheater
- 1953 und 1964: Aucassin und Nicolette
- 1954 Rhampsinit oder Die ganz außerordentliche Schwierigkeit eines Diebes habhaft zu werden[10]
- 1956: Eugen. Eine merkwürdige Geschichte
- 1957: La Ramée
- 1958: Felis Caligatus (nach Ludwig Tieck);
- 1959: A Trumpet for Nap
- 1961: Maipu's Versuchung oder Die Belohnte Treue

### Bearbeitungen für die Bühne
- 1963: Rameaus Neffe (Diderot übersetzt und bearbeitet); Uraufführung an den Städtischen Bühnen Nürnberg, Regie: R. Lansky
- 1964: Der gestiefelte Kater oder Wie man das Spiel spielt (nach Ludwig Tieck); Uraufführung am Deutschen Schauspielhaus Hamburg, Regie: H. Lietzau
- 1966: Der Richter von London (nach Thomas Dekker); Uraufführung an den Städtischen Bühnen Essen, Regie: J. Fontheim
- 1967: Der Geizige (Molière übersetzt und bearbeitet); Erstaufführung am Württembergischen Staatstheater Stuttgart, Regie: Peter Zadek
- 1967: Der Preispokal (Sean O’Casey übersetzt und bearbeitet); Erstaufführung an den Wuppertaler Bühnen (unter dem Titel: Der Pott), Regie: Peter Zadek
- 1968: Der eingebildete Kranke (Molière übersetzt und bearbeitet); Erstaufführung am Staatstheater Kassel, Regie: K. Braak
- 1972: Kleiner Mann, was nun? (nach dem Roman von Hans Fallada); Uraufführung am Schauspielhaus Bochum, Regie: Peter Zadek
- 1978: George Dandin (Molière übersetzt und bearbeitet); Erstaufführung bei den Bad Hersfelder Festspielen, Regie: G. Heinz
- 1985: Der Bürger als Edelmann (Molière übersetzt); Erstaufführung am Deutschen Schauspielhaus Hamburg, Regie: Jérôme Savary

### Verfilmungen
- 1960: Die Kurve (Fernsehfilm, Regie: Peter Zadek)
- 1969: Rotmord (Fernsehfilm nach Toller, Regie: Peter Zadek)
- 1971: Sand (Fernsehfilm, Regie: Peter Palitzsch)
- 1975: Eiszeit (Spielfilm, Regie: Peter Zadek)
- 1976: Dorothea Merz (zweiteiliger Fernsehfilm, Regie: Peter Beauvais)
- 1978: Klaras Mutter (Fernsehfilm in eigener Regie)
- 1980: Mosch (Fernsehfilm in eigener Regie)
- 1983: Eisenhans (Spielfilm in eigener Regie)

### Libretti
- 1960: La Buffonata. Ballet Chanté. Musik: Wilhelm Killmayer. Uraufführung 1961 Heidelberg (Städtische Bühnen), Regie: H. Neugebauer
- 1962/63: Yolimba oder die Grenzen der Magie. Musikalische Posse. Musik: Wilhelm Killmayer. Uraufführung 1964 Wiesbaden (Hessisches Staatstheater), Regie: H. Neugebauer
- 1969: Die Geschichte von Aucassin und Nicolette. Oper. Musik: Günter Bialas. Uraufführung 1969 München (Bayerische Staatsoper)
- 2001: Die Legende vom armen Heinrich. Oper. Musik: Ernst August Klötzke. Uraufführung 2011 Wiesbaden (Hessisches Staatstheater), musikalische Leitung: Enrico Delamboye, Regie: Iris Gerath-Prein

### Theaterstücke für Kinder
- 1982: Ameley, der Biber und der König auf dem Dach; Uraufführung am Burgtheater Wien, Regie: P. M. Preissler
- 1994: Wie Dilldapp nach dem Riesen ging; Uraufführung am Deutschen Schauspielhaus Hamburg, Regie: Götz Loepelmann
- 2000: Don’t eat little Charlie! Uraufführung am Royal National Theatre London / Erstaufführung in Deutschland als Friss mir nur mein Karlchen nicht! an den Städtischen Bühnen Heidelberg, Regie: W. M. Bauer
- 2000: König Sofus und das Wunderhuhn; Uraufführung am Thalia Theater Halle, Regie: P. Mader

### Prosa-Stücke
- 1957: Geheimnis der Marionette; 1. Veröffentlichung
- 1959: Auf kleiner Bühne – Versuch mit Marionetten; Essays
- 1962: Die Bühne ist der absolute Ort; Essay
- 1964: Herausgeber der collection theater
- 1976: Dorothea Merz; Fragmentarischer Roman
- 1978: Klaras Mutter; Erzählung
- 1980: Mosch; Das Buch zum Film
- 1984: Die Reise nach Stettin; Erzählung
- 1985: Band 1 der Werkausgabe erscheint
- 1986: Grindkopf; Libretto für Schauspieler
- 1986: Der nackte Mann; Prosatext
- 2000: Ich will versuchen Kupsch zu beschreiben; Künstlerbuch in der Raamin-Presse Roswitha Quadflieg
- 2001: Die Freude am Leben. Kupsch; Stücke und Materialien, edition suhrkamp theaterreihe
- 2001: Merlins Zauber; Suhrkamp-Verlag
- 2002: Othoon. Stück und Materialien; edition suhrkamp theaterreihe
- 2009: Glück ist ein vorübergehender Schwächezustand; Erzählung
- 2010: Ich soll versuchen den eingebildeten Kranken zu spielen

### Hörspiele
- 1969: Toller, mit Helmut Qualtinger. Funkfassung und Realisation: Tankred Dorst/Helmut Qualtinger. Bayerischer Rundfunk/Radio Bremen 1969
- 1974: Auf dem Chimborazo – Regie: Ulrich Gerhard (Hörspiel (Kunstkopf) – BR/RIAS Berlin/SDR)
- 1987: Korbes; Produktion Süddeutscher Rundfunk
- 1992: Nach Jerusalem – Regie: Otto Düben (Hörspiel – SDR)
- 1993: Merlin oder das wüste Land – Regie: Walter Adler (Hörspiel – MDR)
- 2005: Parzivals Weg – Regie: Beate Andres, Mitwirkende: Marc Hosemann, Therese Affolter, Max Hopp, Judith Engel, Herbert Fritsch, Jürgen Holtz, Christine Oesterlein, Edgar Selge, Tankred Dorst, Martin Engler, Katharina Burowa u. a., 61 Minuten, DLR.

### Werkausgabe
Erschienen bei Suhrkamp in Frankfurt, 1985 bis 2008
- Band 1: Deutsche Stücke. 1985, ISBN 3-518-03209-7
- Band 2: Merlin oder Das wüste Land. 1985, ISBN 3-518-03558-4
- Band 3: Frühe Stücke. 1986, ISBN 3-518-03009-4
- Band 4: Politische Stücke. 1987, ISBN 3-518-02658-5
- Band 5: Wie im Leben wie im Traum und andere Stücke. 1990, ISBN 3-518-40217-X
- Band 6: Die Schattenlinie und andere Stücke. 1995, ISBN 3-518-40719-8
- Band 7: Die Freude am Leben und andere Stücke. 2002, ISBN 3-518-41331-7
- Band 8: Prosperos Insel und andere Stücke. 2008, ISBN 978-3-518-42039-3

## Stipendien und Auszeichnungen
- 1960: Stipendium des Gerhart-Hauptmann-Preises / Preis des Nationaltheaters Mannheim (für Gesellschaft im Herbst)
- 1962: Stipendium der Villa Massimo in Rom
- 1964: Literaturpreis der Landeshauptstadt München / Gerhart-Hauptmann-Preis der Freien Volksbühne Berlin
- 1969: Tukan-Preis
- 1970: Writer in Residence am Oberlin College, Ohio / Filmpreis der Stadt Florenz (für Rotmord zusammen mit Peter Zadek) / Lissabonner Theaterpreis
- 1970: Adolf-Grimme-Preis mit Gold 1970, zusammen mit Peter Zadek und Wilfried Minks, für die Sendung Rotmord
- 1983: Großer Literaturpreis der Bayerischen Akademie der Schönen Künste
- 1984: Prix L’age d’or des Königlichen Filminstituts von Belgien (für den Spielfilm Eisenhans)
- 1986: Brüder-Grimm-Professur
- 1987: Carl-Zuckmayer-Medaille des Landes Rheinland-Pfalz / Carl Schaeffer Playwright’s Award in New York
- 1989: Mülheimer Dramatikerpreis (für Korbes)
- 1990: Georg-Büchner-Preis der Deutschen Akademie für Sprache und Dichtung
- 1991: Ludwig-Mülheims-Theaterpreis[11]
- 1994: Preis des deutschen Zentrums des Internationalen Theaterinstituts (ITI) Berlin / Dramen-Preis des Goethe-Instituts (für Herr Paul)
- 1994: Ehrengabe der Heinrich-Heine-Gesellschaft
- 1995: Medaille „München leuchtet – Den Freunden Münchens“ in Gold
- 1997: E.-T.-A.-Hoffmann-Preis der Stadt Bamberg (zusammen mit Ursula Ehler)
- 1998: Friedrich-Baur-Preis (zusammen mit Ursula Ehler)
- 1998: Max Frisch-Preis
- 1998: Bayerischer Maximiliansorden für Wissenschaft und Kunst
- 2003: Stiftungsgastdozentur Poetik an der Universität Frankfurt am Main
- 2005: Kultureller Ehrenpreis der Landeshauptstadt München - zusammen mit Ursula Ehler
- 2006: Samuel-Bogumil-Linde-Preis
- 2008: Europäischer Preis für Literatur, Straßburg
- 2008: Kunst- und Kulturpreis der deutschen Katholiken gemeinsam mit seiner Frau
- 2009: Ehrendoktorwürde der Universität Bamberg[12]
- 2009: Thüringer Verdienstorden
- 2010: Schiller-Gedächtnispreis
- 2014: Brücke Berlin Initiativpreis, gemeinsam mit Manfred Beilharz für ihr Projekt Neue Stücke aus Europa